# Auguste Rigon
Pour les articles homonymes, voir Rigon.

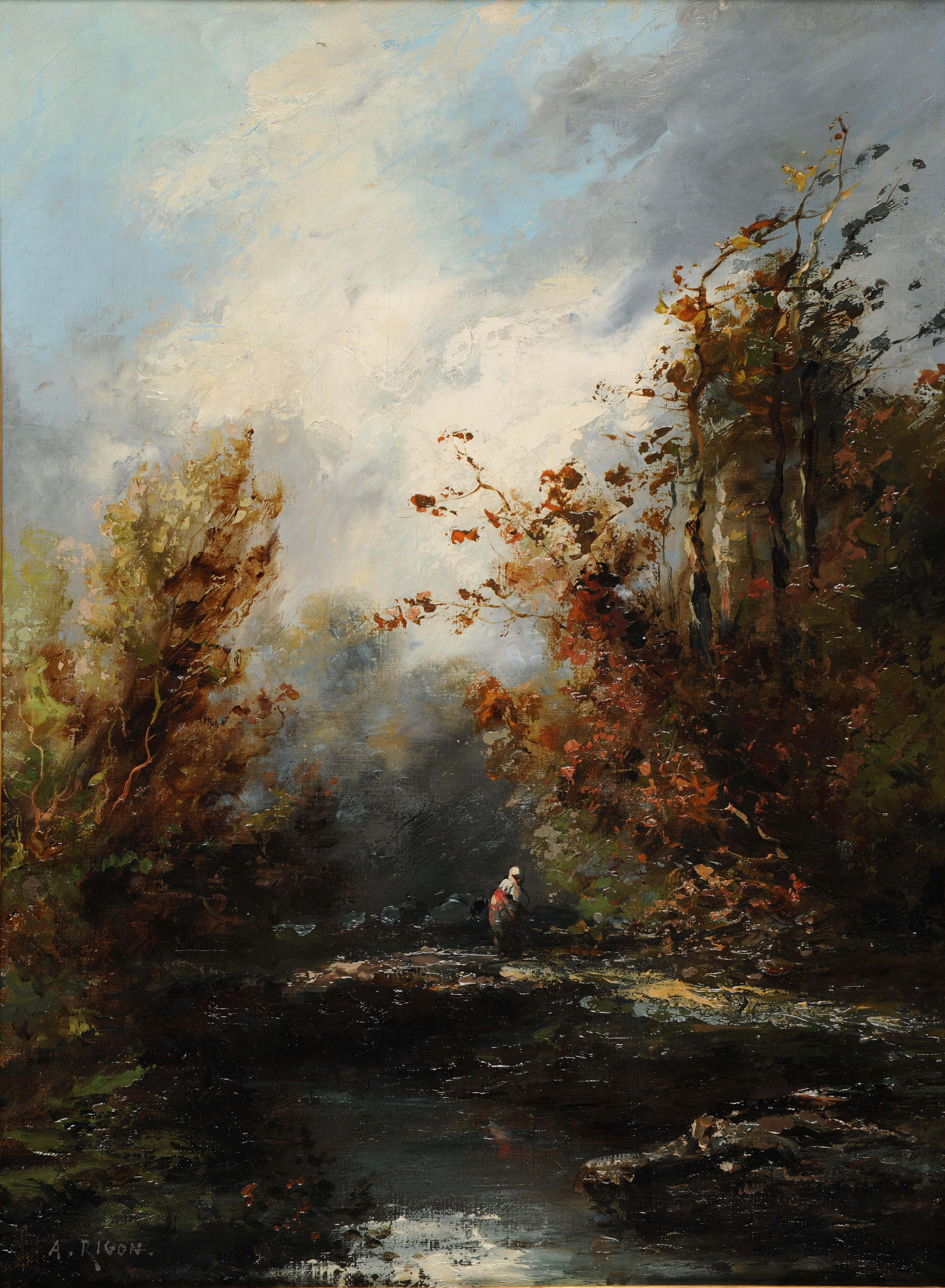
Paysage avec cours d'eau et paysanne, Reims musée des Beaux-Arts [https://musees-reims.fr/oeuvre/paysage-avec-cours-d-eau-et-paysanne musée numérique

Auguste, François, Rigon, né le 28 novembre 1830 à Mormant et mort le 13 janvier 1882 à Barcelone, est un artiste peintre français, acteur puis décorateur du théâtre de Reims.

## Biographie
Il a été l'élève de Louis-Henri de Rudder

## Œuvres
- Vue de la Suippe, Société des amis des arts de Reims. — Exposition de  1877
- Fête de Paroisse au Castel, vue prise à Fondamente Nuovo, Société des amis des arts de Reims. — Exposition de 1880
- Grand-Canal, Société des amis des arts de Reims. — Exposition de 1880
- Assomption, peinture monumentale, Église Notre-Dame de Vervins Notice no IM02001797, sur la plateforme ouverte du patrimoine, base Palissy, ministère français de la Culture
- Annonciation, peinture monumentale, Église Notre-Dame de Vervins, restaurée en 1871 par Rigon-Maillet, Notice no IM02001796, sur la plateforme ouverte du patrimoine, base Palissy, ministère français de la Culture
- Vierge des sept Douleurs, peinture monumentale, Église Notre-Dame de Vervins repeints, probablement exécutés en 1871 par le rémois Rigon-MailletNotice no IM02001802, sur la plateforme ouverte du patrimoine, base Palissy, ministère français de la Culture
- Scènes de la vie du Christ et de la vie de la Vierge, peinture monumentale, Église Notre-Dame de Vervins Notice no IM02001778, sur la plateforme ouverte du patrimoine, base Palissy, ministère français de la Culture
- Intercession du Christ et de la Vierge, peinture monumentale, Église Notre-Dame de Vervins Notice no IM02001800, sur la plateforme ouverte du patrimoine, base Palissy, ministère français de la Culture

## Œuvres dans les collections publiques
- Reims, musée des Beaux-Arts : 
  - Paysage, huile sur carton, 41,5 x 54 cm[3]
  - Le Moulin à vent, huile sur bois, 14,3 x 17,2 [4]
  - Paysage avec cours d'eau et paysanne, huile sur toile, 40,5 x 32,4 cm [5]
  - Bord de rivière, huile sur bois, 17,6 x 25,1 cm [6]
  - Le Militaire blessé, huile sur toile, 45,9 x 39,6 cm [7]
  - Temples indiens, huile sur contreplaqué, 30 x 42 cm [8]

## Biographie
- René Druart, Exposition du Centenaire de la peinture française à Reims au XIXe siècle, Reims, Sociéte des Amis des Arts et du musée de Reims, 1934.